# Harald Meltzer
Harald Meltzer, född 7 mars 1814 i Bergen, död 26 juli 1862 i Kristiania, var en norsk författare. 
Meltzer, som var son till affärsmannen och stortingsledamoten Fredrik Meltzer, tog 1835 student- och 1841 juridisk ärnbetsexamen, blev 1849 "politifullmektig" och 1853 "politiadjutant" i Kristiania och var från 1848 även polisreferent i "Christianiaposten". Med tiden övergick hans polisnotiser till humoristiska folklivsskisser, i språkton och litterär form tydligt påverkade av Peter Christen Asbjørnsens realistiska berättarkonst. Då Meltzers skildringar gjorde lycka, samlade han dem i Smaabilleder af folkelivet (två band, 1862–63, flera upplagor; "Små taflor ur folklifvet", 1863). Efterladte papirer (två band, 1872–73), utgivna av hans änka, innehåller novellförsök.
Hans roman Fantegutten filmatiserades 1932, se Fantegutten.